# Marshallena
Marshallena là một chi ốc biển, là động vật thân mềm chân bụng sống ở biển trong họ Turridae.

## Các loài
Các loài thuộc chi Marshallena bao gồm:
- Marshallena diomedea Powell, 1969[2]
- Marshallena nierstraszi (Schepman, 1913)[3]
- Marshallena philippinarum (Watson, 1882)[4]